# Jandelsbrunn
Jandelsbrunn – miejscowość i gmina w Niemczech, w kraju związkowym Bawaria, w rejencji Dolna Bawaria, w regionie Donau-Wald, w powiecie Freyung-Grafenau. Leży w Lesie Bawarskim, około 15 km na południowy wschód od miasta Freyung, przy linii kolejowej Jandelsbrunn – Pasawa, około 12 km od granicy niemiecko-czesko-austriackiej.

## Dzielnice
W skład gminy wchodzą trzy dzielnice: Wollaberg, Hintereben, Heindlschlag.

## Demografia
Dane o ludności z 31 grudnia 2008:
| Opis                                | Ogółem | Ogółem | Kobiety | Kobiety | Mężczyźni | Mężczyźni |
| ----------------------------------- | ------ | ------ | ------- | ------- | --------- | --------- |
| Jednostka                           | osób   | %      | osób    | %       | osób      | %         |
| Populacja                           | 3349   | 100    | 1686    | 50,34   | 1663      | 49,66     |
| Wiek przedprodukcyjny (0–17 lat)    | 720    | 21,5   | 360     | 10,75   | 360       | 10,75     |
| Wiek produkcyjny (18–65 lat)        | 2086   | 62,29  | 1001    | 29,89   | 1085      | 32,4      |
| Wiek poprodukcyjny (powyżej 65 lat) | 543    | 16,21  | 325     | 9,7     | 218       | 6,51      |

## Polityka
Wójtem jest Johann Wegerbauer z CSU/FW, rada gminy składa się z 16 osób.
|      | CSU/FW | FG | PWGH | Razem |
| 2008 | 8      | 6  | 2    | 16    |
| 2002 | 7      | 6  | 3    | 16    |